# Hästskotjärnen (Åre socken, Jämtland, 701737-131431)
Hästskotjärnen är en sjö i Åre kommun i Jämtland och ingår i Indalsälvens huvudavrinningsområde.